# Марр, Дэвид Кортни
Дэвид Кортни Марр (англ. David Courtnay Marr; 19 января 1945, Вудфорд, Эссекс, ныне в составе Большого Лондона — 17 ноября 1980, Кембридж, Массачусетс) — британский нейробиолог и психолог, наиболее известный благодаря вышедшей посмертно работе о зрении: «Vision: A computational investigation into the human representation and processing of visual information». Марр работал на стыке психологии, искусственного интеллекта и нейрофизиологии, разрабатывая новые вычислительные модели обработки визуальной информации в мозге. Несмотря на раннюю смерть в возрасте всего лишь 35 лет, он успел оставить богатое научное наследие, оказав большое влияние на визиологию, и считается одним из основателей мультидисциплинарной сферы научных исследований — вычислительной нейронауки (англ. computational neuroscience).
Исследуя компьютерное моделирование зрения, пришел к выводу о необходимости  допустить этап "первоначального наброска" (primal sketch). На этом этапе световые шаблоны, воздействуя на рецепторы, преобразуются в кодированные описания линий, точек или граней вместе с их расположением, ориентацией и цветом. Эти идеи были использованы при разработки теории интеграции признаков Энн Трисман.
Марр выделяет трехступенчатый процесс восприятия трехмерных объектов. На первом этапе формируется двухмерный первоначальный набросок сенсорной информации, поступающей на сетчатку глаза. На втором этапе создается псевдотрехмерная картина объектов на основе признаков глубины (см. восприятие глубины) и др. На втором этапе отражаются не все характеристики трехмерности. На третьем этапе создается полноценная трехмерная картина ориентации объектов и их взаимного расположения.

## Книги
- «Vision: A computational investigation into the human representation and processing of visual information».
- Издания на русском: 
  - «Зрение: исследование визуальных представлений в рамках теории вычислительных процессов». 1982
  - Зрение. Информационный подход к изучению представления и обработки зрительных образов. Москва, "Радио и связь", 1987 — Дэвид Марр. Книга в формате DjVu.